# 부여태후
부여태후(扶餘太后, 생몰년 미상)는 고구려의 태후이다. 유리명왕의 아들인 고추가(古鄒加) 재사(再思)의 아내이자 제6대 국왕인 태조대왕의 어머니이다. 부여태후는 정확한 명칭은 아니며 단순히 '부여 출신의 태후'라는 의미이다. 아들인 태조대왕이 7세의 나이로 즉위하자 섭정하였다.
| 태조대왕[혹은 국조왕(國祖王)이라고도 한다]의 이름은 궁(宮)이다. 어렸을 때 이름은 어수(於漱)이며, 유리왕(琉璃王)의 아들 고추가(古鄒加) 재사(再思)의 아들이다. 어머니 태후는 부여 사람이다. 모본왕이 죽었을 때 태자가 못나고 어리석어 나라를 맡기에 부족하였으므로, 백성들이 궁을 환영하며 모본왕에 이어 왕으로 세웠다. 왕은 태어나면서부터 눈을 떠서 볼 수 있었으며, 어리지만 남들보다 재능이 뛰어났다. 그러나 이때의 나이가 7세였기 때문에 태후가 수렴청정하였다.— 《삼국사기》 권15, 고구려본기 제3, 태조대왕 고구려의 국조왕(國祖王) 고궁(高宮)은 후한 건무(建武) 29년(53년) 계사에 즉위하니, 이때 나이가 7세여서 국모(國母)가 섭정하였다.— 《해동고기》 |

## 가계
- 남편 : 고재사(高再思)
  - 아들 : 태조대왕(太祖大王)